# Andreas Teutsch
Andreas Teutsch (Segesvár, 1669 – Nagyszeben, 1730. augusztus 18.) orvosdoktor, valóságos titkos tanácsos, a szászok grófja, zsoltárszerző.

## Élete
Apja Andreas Teutsch aranyműves volt. A wittenbergi (1688-tól), utrechti és a jénai (1693) egyetemen tanult. Nagyszebenben telepedett le, ahol 1701-ben kerületi jegyző, 1702. december 9-én városi tanácsos, 1704. augusztus 21-én polgármester és 1710. június 16-án királybíró lett. Iskolareformjai rendre elbuktak az egyházi vezetés konzervativizmusán. Zsoltáros kötetében (Davidische Harffen) a pietizmus hatása fedezhető fel.

## Művei
- E Naturali atque Medica Scientia Positiones Miscellaneas… Wittenbergae, 1690.
- Dissertatio Chymico-Medica Inauguralis, De Tincturis Martialibus… Trajecti ad Rh. 1693.
- Die Frage: Was fehlet mir noch? Math. XIX. v. 20. beantwortet. Hermannstadt, 1705. (Névtelenül.)
- Übung des wahren Christenthums. Uo. 1706.
- Davidische Harffen, oder des heiligen Königes und Propheten Davis mehrste Psalmen. Uo. 1707.
- Kurzer und einfältiger Unterricht, wie man die heilige schrift lesen solte. Uo. 1707.